# Piotr Soczewka
Piotr Soczewka (ur. 22 października 1972 w Płocku) – polski piłkarz grający na pozycji pomocnika.

## Przebieg kariery
Grę w piłkę rozpoczął w Wiśle Płock, późniejszej Petrochemii. W sezonie 1991/92 awansował do kadry pierwszej drużyny i zadebiutował w niej w II lidze. W sezonie 1993/94 awansował z Petrochemią do I ligi, a swój debiut w niej zaliczył 30 lipca 1994 w przegranym 0:1 wyjazdowym meczu z Sokołem Pniewy. W sezonie 1994/95 spadł z Petrochemią do II ligi.
Po spadku Soczewka odszedł do Zawiszy Bydgoszcz, w którym przez dwa lata grał w II lidze. W 1997 wrócił do Petrochemii i grał w niej do końca 2002 (klub w międzyczasie występował jako Petro, Orlen i wreszcie Wisła. W 2003 został zawodnikiem Górnika Łęczna, z którym wiosną 2003 awansował do ekstraklasy.
W 2005 przeszedł z Górnika do Motoru Lublin. W swojej karierze grał też w Mazowszu Płock (wiosna 2006) i Włocłavii Włocławek (2006–2007), w której zakończył karierę.
Ogółem w polskiej ekstraklasie rozegrał 84 mecze i strzelił pięć goli.